# 日映企画
株式会社日映企画（にちえいきかく）は、日本の映画・映像の製作会社である。日本映画新社取締役であった中嶋康勝が独立して設立した。公益社団法人映像文化製作者連盟準会員企業。

## 沿革
- 1987年4月18日 - 有限会社中嶋企画として会社創立
- 2000年3月1日 - 有限会社日映企画に名称変更
- 2001年3月1日 - 株式会社日映企画として改めて設立

## 概要
1987年（昭和62年）4月18日に設立した有限会社中嶋企画を母体とする。第二次世界大戦中に設立された日本映画社を前身とする日本映画新社で産業映画を中心に製作、演出してきた中嶋康勝は、1994年（平成6年）前後には日本映画新社取締役に就任している。中嶋は同社の製作者として、1999年（平成11年）には『ニッポン近代化遺産への旅』（製作大成建設）、2000年（平成12年）には『明治建築をつくった人びと コンドル先生と四人の弟子』（同）を製作、各賞を受賞していた。
中嶋は日本映画新社を退社、同年3月1日、有限会社中嶋企画を有限会社日映企画に名称変更、従来の同社の事業内容は不明であるが、同社は新たに映像製作を事業のメインに据えた。翌2001年（平成13年）3月1日、株式会社に組織を変更し、新たに設立したのが現在の同社である。以降、ひきつづき大成建設が製作する産業映画の受注製作等をつづけ、2003年（平成15年）には、大成建設広報部出身の映画監督・堤哲朗（1932年 - 2004年）による『次世代のアーチをかける 鋼・コンクリート複合アーチ橋 第二東名高速道路富士川橋』を製作した。
2006年（平成18年）6月には、『五重塔はなぜ倒れないか』を同社が自主製作、井上書院が販売した。同社は、2002年（平成14年）に撮影所閉鎖、2009年（平成21年）に解散した日本映画新社が長年撮影所を持っていた「上大崎長者丸284番地」、現在の「上大崎2丁目10番17号」の近くに位置する。

## 企業データ
- 社名 : 株式会社日映企画
- 所在地 : 東京都品川区上大崎3丁目9番9号 杉浦ハイツ202号[1]
北緯35度37分59秒 東経139度43分9秒 / 北緯35.63306度 東経139.71917度
- 代表取締役社長 : 中嶋康勝[1]
- 事業内容 : 
  1. 短編映画、ビデオ、DVDの企画制作
  2. プロモーション、広報映像の企画制作
  3. CM映像の企画制作
  4. 教育教材映像の企画制作
  5. テレビ番組の企画制作
  6. イベント映像の企画制作
  7. 記録ドキュメントの企画制作
- 資本金 : 1,000万円（2012年[1]）
- 設立 : 2001年3月1日